# Pád Třetí říše
Pád Třetí říše (v německém originále Der Untergang) je hraný film německého režiséra Olivera Hirschbiegela z roku 2004 o posledních dnech v Hitlerově bunkru pod říšským kancléřstvím. Dne 8. září 2004 měl svou německou a 10. září rakouskou premiéru. Do českých kin byl uveden 31. března 2005.

## Děj
Film vychází ze vzpomínek Hitlerovy osobní sekretářky Traudl Jungeové a popisuje dění v bunkru v období mezi 20. dubnem a 30. dubnem 1945, tedy mezi Hitlerovými 56. narozeninami a jeho svatbou s Evou Braunovou a následnou sebevraždou.

## Obsazení
| Bruno Ganz           | Adolf Hitler          |
| Thomas Kretschmann   | Hermann Fegelein      |
| Corinna Harfouch     | Magda Goebbelsová     |
| Alexandra Maria Lara | Traudl Junge          |
| Ulrich Matthes       | Joseph Goebbels       |
| Juliane Köhler       | Eva Braunová          |
| Heino Ferch          | Albert Speer          |
| Ulrich Noethen       | Heinrich Himmler      |
| Christian Berkel     | Ernst-Günther Schenck |
| Matthias Habich      | Werner Haase          |
| Rolf Kanies          | Hans Krebs            |

## Přijetí
V Německu film zaznamenal 6milionovou návštěvnost. Celosvětově na tržbách vydělal 92,2 milionu dolarů.
Ze 136 recenzí v agregátoru Rotten Tomatoes získal film celkové hodnocení 91 %, téměř 70 tisíc hodnotících uživatelů jej v průměru ocenilo 94 procenty.
Filmová kritička MF Dnes Mirka Spáčilová udělila snímku jen 50 %. Uvedla mimo jiné: „Herec Bruno Ganz je sice v gestech věrný, ale nikoli oslnivý. Dobře stupňuje hysterii pocitů zrady, bizarnost, s níž Hitler rozdává funkce, řády a tresty, které už nic neznamenají, sebeklam zlomeného šouravého muže, jenž téměř budí útrpnost. Ale neobsáhne to hlavní: čím si vlastně tahle troska dokázala získat oddanost davů? Nekoná-li se senzace kolem Hitlerovy postavy, "zbytek" filmu už ji neobstará vůbec. […] Pád Třetí říše je zkrátka obrázkovým dějepisem zániku: nic míň, nic víc.“
Pád Třetí říše byl nominován na Oscara pro nejlepší zahraniční film a obdržel řadu jiných ocenění.